# Prefectura Județului Gorj
Prefectura Județului Gorj este un monument istoric aflat pe teritoriul municipiului Târgu Jiu.
Clădirea adăpostește în prezent sediile Instituției Prefectului Județului Gorj și Consiliului Județean Gorj.
La 22 august 1898 s-a pus piatra de fundament a clădirii, la un eveniment la care a fost prezent și viitorul principe Ferdinand, pe atunci doar moștenitor la tron.
Clădirea a fost proiectată de Petre Antonescu, unul dintre cei mai apreciați arhitecți români ale acelelei vremi.